# Даублебски фон Штернек, Максимилиан
Барон Максимилиан Даублебски фон Штернек нем. Maximilian Daublebsky von Sterneck; 14 февраля 1829, Клагенфурт-ам-Вёртерзе Австрийская империя — 5 декабря 1897, Вена) — австро-венгерский флотоводец, адмирал, командующий Императорского и Королевского Военно-морского Флота Австро-Венгрии в 1883—1897 годах.

## Биография
Представитель знатного австрийского баронского рода Даублебски фон Штернек.
С 1847 обучался в морской училище в Венеции, затем поступил на флот в чине гардемарина. В 1848 году во время восстания в Венеции участвовал в её морской блокаде.
В 1859 году стал лейтенантом. В 1864 году — фрегаттен-капитаном.
В 1864 году он был повышен до капитана и командира корабля SMS Schwarzenberg, с которым участвовал в сражения при Гельголанде в ходе австро-прусско-датской войны 1864 года.
Участник Австро-прусско-итальянской войны. Под командованием Вильгельма фон Тегетгоффа, на борту флагмана броненосца SMS Erzherzog Ferdinand Max, в 1866 г. отличился в морском сражении при Лиссе. Сражение при Лиссе было решено, когда SMS Erzherzog Ferdinand Max под его командованием успешно протаранил и через несколько минут послал на дно итальянский флагман — бронированный фрегат Re D’Italia. За этот подвиг был награждён Военным орденом Марии Терезии.
В 1869 году был назначен командиром порта Пола (сейчас Пула). В 1872 году произведен в контр-адмиралы. В 1873—1875 гг. командовал эскадрой в Средиземном море.
В 1883 получил чин вице-адмирала и стал командующим Императорского и Королевского Военно-морского Флота Австро-Венгрии, сменив на этом посту Фридриха фон Пока.
В 1888 году был повышен до звания адмирала, на этом завершив в 1897 году свою военную карьеру. М. Даублебски фон Штернек, несмотря на бесконечные политические трения между австрийской и венгерской частями элит империи, упорно продолжал предпринимать усилия по модернизации австро-венгерского флота до самой своей смерти. Он инициировал строительство в 1891—1898 годах военно-морского гарнизона в пригороде Пула — San Policarpo.
Вместе с полярным исследователем Иоганном Непомуком Вильчеком в 1872 г. готовил Австро-Венгерскую полярную экспедицию в Северный Ледовитый океан под руководством Юлиуса Пайера и Карла Вейпрехта. Именно эта экспедиция в 1873 году обнаружила Землю Франца-Иосифа и назвала её в честь австрийского императора. Вместе с графом Вильчеком ездил на Новую Землю, участвуя в Прайер-Вейпрехтской полярной экспедиции. 
Умер в Вене 5 декабря 1897 года. Его тело было погребено в гарнизонной церкви в Пуле, а сердце — в семейном склепе замка Krastowitz.

## Память
- Бюст адмирала Максимилиана Даублебски фон Штернека установлен в Венском музее военной истории